# Himascelis kashmirensis
Himascelis kashmirensis is een keversoort uit de familie harige schimmelkevers (Cryptophagidae). De wetenschappelijke naam van de soort werd in 1980 gepubliceerd door Tapan Sen Gupta.